# Aeroportul Echuca
Aeroportul Echuca (IATA: ECH, ICAO: YECH) este un aeroport din Victoria, Australia.
Situat la o altitudine de 101 m, aeroportul dispune de o singură pistă.